# Клозапин
Клозапи́н — антипсихотическое лекарственное средство (нейролептик). Исторически это первый атипичный антипсихотик (начал применяться в 1971 году, одобрен FDA в 1989). Обладает высокой эффективностью в отношении продуктивных расстройств, устойчивых к действию других нейролептиков, однако должен применяться под строгим контролем врача в связи с возможным влиянием на клеточный состав крови. Распространённое название — азалептин.
Клозапин обладает рядом тяжёлых побочных эффектов, включая агранулоцитоз, паралитическую непроходимость кишечника, миокардит, сахарный диабет, судорожные припадки. Экстрапирамидные симптомы легче и менее частые, чем развивающиеся при приёме типичных нейролептиков. Риск злокачественного нейролептического синдрома при приёме клозапина очень низок.

## История
Клозапин был исторически первым представителем класса так называемых «атипичных антипсихотиков», то есть антипсихотиков, отличающихся от традиционных малой вероятностью экстрапирамидных побочных явлений, лучшей переносимостью и меньшим влиянием на секрецию пролактина.
Синтезирован был клозапин в 1960-х гг. После того, как в 1970-х годах в Финляндии умерло 8 из 16 пациентов, у которых при приёме клозапина развился агранулоцитоз, данный препарат был запрещён к применению в США и многих других странах, однако в некоторых странах продолжал использоваться. В 1990 году поступил в повторную продажу в США, после того как было выяснено, что он эффективен при шизофренических психозах, резистентных к терапии, и менее склонен вызывать характерные в целом для антипсихотиков побочные эффекты.

## Химическое строение и метаболизм
По химической структуре является трициклическим соединением, имеющим элементы сходства с трициклическими антидепрессантами и частично с бензодиазепиновыми транквилизаторами. Первый метаболит в цепи биотрансформации клозапина в печени — норклозапин (N-дезметилклозапин), обладающий всеми теми же фармакологическими свойствами, что и исходное соединение. Одним из метаболитов норклозапина в организме является бензодиазепин, частично обусловливающий сильную противотревожную активность клозапина.

## Фармакологические свойства
Клозапин в некотором смысле является «самым атипичным» из атипичных нейролептиков, поскольку он реже вызывает экстрапирамидные расстройства во всем интервале клинически применяемых доз, чем другие атипичные нейролептики — рисперидон (рисполепт), оланзапин (зипрекса) и даже кветиапин (сероквель), которые при высоких дозах приближаются по свойствам к традиционным нейролептикам и могут вызывать дозозависимые экстрапирамидные расстройства.
Клозапин обладает сильной антипсихотической, умеренной антиманиакальной и умеренной трициклик-подобной (связанной с влиянием на обратный захват моноаминов) антидепрессивной активностью в сочетании с выраженным снотворным, седативным и противотревожным действием. Блокирует различные подтипы дофаминовых (D1, D2, D3, D4, D5), серотониновых (5-HT1A, 5-HT2A, 5-HT1С), мускариновых (M1, M2, M3, M5), гистаминовых (H1) и адрено- (α1, α2) рецепторов; обладает свойствами агонизма к M4-рецепторам.
Низкая доля экстрапирамидных нарушений (0—20 %), отсутствие поздних дискинезий связаны с агонистическим воздействием на дофаминовые D2-рецепторы в мезокортикальной области головного мозга с одновременным подавлением дофаминергической активности в мезолимбическом пути. Центральные мышечнорасслабляющие эффекты связывают с воздействием препарата на ГАМК-рецепторы.
Клинически отличается сильным антипсихотическим действием в сочетании с седативным компонентом при отсутствии свойственных традиционным, типичным антипсихотикам экстрапирамидных побочных явлений, что, возможно, связано с центральным холинолитическим действием препарата. Не вызывает сильного общего угнетения, как хлорпромазин и другие алифатические фенотиазины.
Клиническое улучшение при терапии клозапином у лиц с шизофренией достигается гораздо чаще, чем при лечении типичными антипсихотиками. Отличается высокой эффективностью в отношении продуктивных симптомов, в том числе устойчивых к действию других нейролептиков. Эффективен при риске самоубийства, стойкой враждебности и агрессивности. В отношении когнитивных расстройств результаты клинических испытаний дали противоречивые результаты: по одним показателям клозапин улучшал состояние, по другим — не влиял на когнитивные расстройства или даже приводил к ухудшению. Есть данные, что клозапин может вызывать у пациентов с шизофренией симптомы обсессивно-компульсивного расстройства вследствие своего выраженного антисеротонинергического эффекта.

## Показания

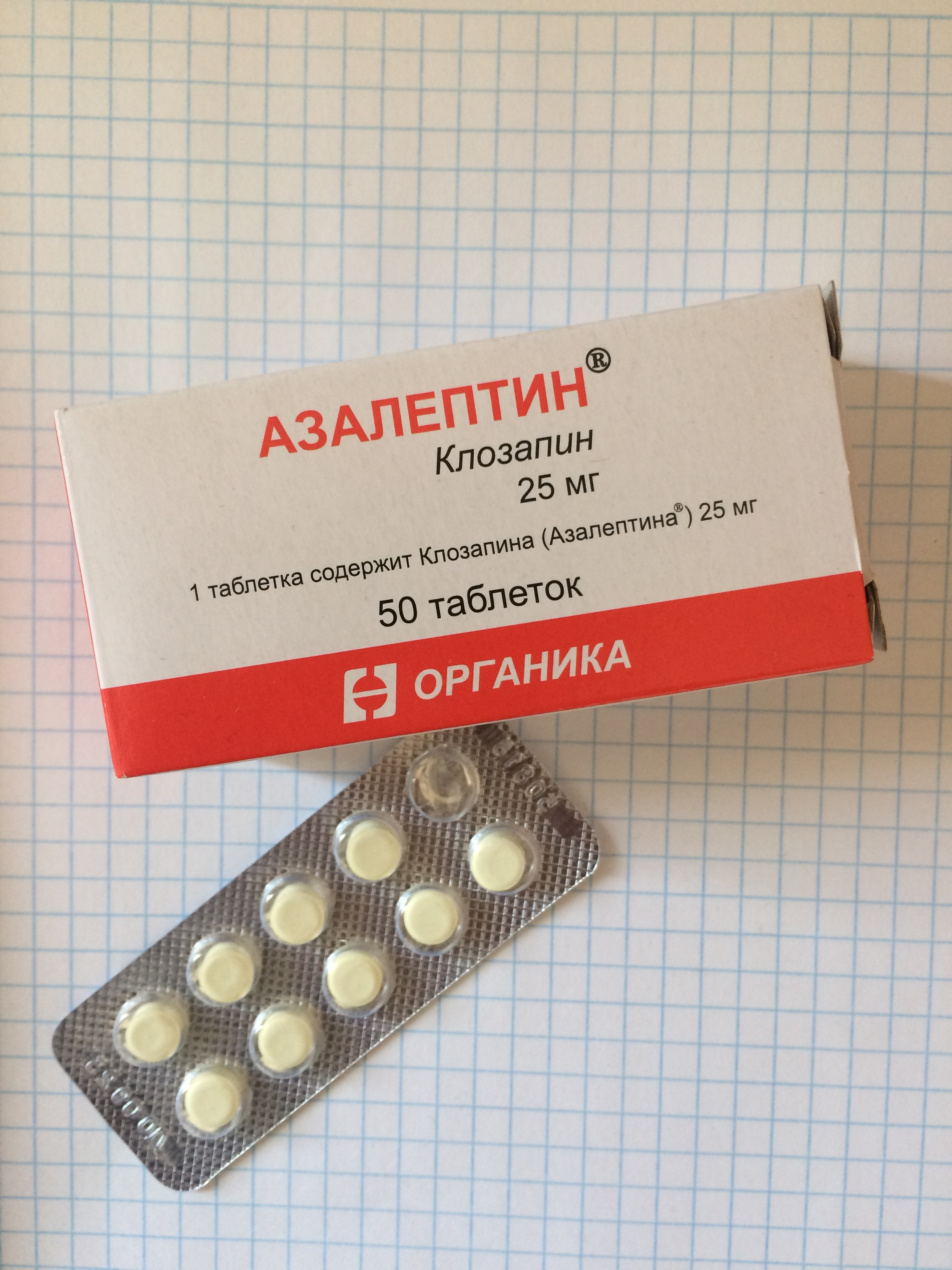
Азалептин 25мг

Ни по каким показаниям препарат не может применяться как средство первой линии в связи с частым (1—2 %) развитием грозного и порой смертельно опасного осложнения — гранулоцитопении, вплоть до агранулоцитоза и апластической анемии.
Клозапин показан при резистентности пациента к другим нейролептикам (в случае, если не менее двух традиционных нейролептиков, принимаемых в обычной дозировке на протяжении длительного срока, не улучшают клинического или субъективного состояния), а также при возникновении тяжёлых побочных эффектов, в основном экстрапирамидных, при лечении другими нейролептиками. Необходима гарантия выполнения соответствующих лечебных и контрольных мероприятий, обусловливающих необходимость материально-технической базы для контроля крови и специальной подготовки медперсонала.
В антипсихотических дозах (300—600 мг/сут) применяют при галлюцинаторно-бредовых, кататоно-гебефренных, кататоно-галлюцинаторных состояниях и состояниях психомоторного возбуждения при шизофрении, при маниакальном синдроме в рамках биполярного аффективного расстройства. В некоторых случаях препарат эффективен при резистентности к лечению другими антипсихотиками (нейролептиками).
В малых дозах (12,5—25—50 мг/сут) препарат часто применяется как снотворное, седативное и противотревожное средство при бессоннице и расстройствах сна различного генеза, при тревожных состояниях, неврозах, тревожных и ажитированных депрессиях, депрессиях с деперсонализацией. Используется также при психопатиях у возбуждённых больных, при агрессивности, дисфории, аффективных колебаниях и расстройствах.
В антидепрессивных дозах (150—200 мг/сут и выше) иногда используется как самостоятельный антидепрессант при эндогенных депрессиях, прежде всего протекающих с деперсонализационным синдромом, тревогой, возбуждением, ажитацией, тяжёлой бессонницей или сопровождающихся психозом.
Частое применение клозапина для достижения седации и в качестве снотворного средства подвергается в высокоавторитетных источниках критике как не соответствующее его основному профилю показаний для использования в терапии. Отмечается, что клозапин во многих случаях назначается без достаточных на то оснований и не по назначению, без учёта соотношения риск/польза.

## Способ применения и дозы
Назначают внутрь (после еды) 2—3 раза в день. В связи с риском опасных осложнений приём клозапина рекомендуется начинать с дозы 12,5 мг один или два раза в день с постепенным повышением до терапевтической дозы (к такого рода осложнениям относятся гипотензия, обмороки и выраженное седативное действие, к которым при продолжительном лечении вырабатывается толерантность). Не рекомендуется увеличивать дозу более чем на 25 мг в сутки. Дальнейшее повышение дозировки проводят не более 100 мг в неделю.
Разовая доза клозапина для взрослых 50—100—200 мг; средняя суточная доза при лечении психозов 300—600 мг; максимальная разовая доза 450 мг, максимальная суточная доза 900 мг. Для поддерживающей терапии и амбулаторным больным назначают по 25—200 мг в день (можно в виде однократной дозы, принимаемой в вечерние часы или на ночь перед сном). При необходимости вводят раствор клозапина внутримышечно.

## Противопоказания
- Повышенная чувствительность к клозапину или к любому другому компоненту препарата[13]
- Невозможность регулярно контролировать показатели крови у пациента[13]
- Заболевания крови[14] или кроветворной системы[15]
- Гранулоцитопения или агранулоцитоз в анамнезе (кроме гранулоцитопении, вызванной химиотерапией)[16]
- Эпилепсия, не поддающаяся контролю[13]
- Алкогольный или другие токсические психозы, лекарственные интоксикации, коматозные состояния[13]
- Сосудистый коллапс и/или угнетение ЦНС любой этиологии[13]
- Спазмофилия[15]
- Миастения[15][16]
- Тяжёлые заболевания печени, почек[14][15], сердечно-сосудистой системы[15], желчевыводящих путей
- Глаукома[14]
- Гипертрофия предстательной железы[15]
- Атония кишечника[14][15]
- Беременность[15][16] (может применяться во время беременности лишь в случае крайней необходимости по причине риска агранулоцитоза у новорождённого[17]), кормление грудью[16]

Не рекомендуется применять у детей и подростков до 16 лет.
Клозапин желательно применять в качестве монотерапии. Существует обширный список препаратов, в комбинации с которыми применение клозапина следует избегать: другие нейролептики (например, фенотиазины и депо-нейролептики), антидепрессанты, анальгетики, антиревматические и противовоспалительные препараты, противоэпилептические, тиреостатические, антидиабетические, антигипогликемические, антиаритмические, цитостатические, иммунодепрессивные, противомикробные, противогрибковые, антигистаминные, противомалярийные средства.
С осторожностью клозапин следует применять при:
- интеркуррентных заболеваниях с лихорадочным синдромом[16]
- органических заболеваниях головного мозга
- психоорганическом синдроме
- тромбозах
- хронической ишемической болезни сердца
- лекарственной аллергии и других реакциях непереносимости
- у пожилых и ослабленных больных
- комбинации с седативными, гипнотическими, антихолинергическими препаратами, антигипертензивными, бензодиазепинами, адреналином, литием, леводопой

## Побочные эффекты
При лечении клозапином могут наблюдаться избыточная седация, депрессии, нейролептическая дисфория, возникновение или усиление симптомов обсессивно-компульсивного расстройства, сонливость, спутанность сознания, головные боли, головокружение, тремор, ригидность мышц, миоклонические подёргивания, сухость во рту, гипотензия, ортостатическая гипотензия, тахикардия, запор, тошнота, рвота, мышечная слабость, нарастание массы тела, нарушения функции потовых желёз, гиперсаливация (слюнотечение, возникает приблизительно у 31 % пациентов; по другим данным, до 80 %), кратковременные обмороки, эпизоды каталепсии, кишечная непроходимость, паралитическая непроходимость кишечника, нарушение аккомодации, приапизм, снижение полового влечения, недержание мочи, задержка мочи, утомляемость, нарушения регуляции потоотделения и температуры тела, доброкачественная гипертермия, тепловой удар, редко — развитие тяжёлого сосудистого коллапса, приводящее к остановке сердца и/или дыхания. Возможны удлинение интервала QT, аритмия, перикардит, тромбоэмболия, гипертония, миокардит со смертельным исходом, кардиомиопатия, воспаление лёгких. В редких случаях возможно развитие таких побочных эффектов, как делирий, злокачественный нейролептический синдром. Возможно развитие желтухи, гепатита, острого панкреатита, интерстициального нефрита, нарушений функции почек, почечной недостаточности, волчаночноподобного синдрома. Возможны также фотосенсибилизация кожи, сыпь с контактным дерматитом, отложение светонепроницаемого материала в роговице, хрусталике, сетчатке, пигментная ретинопатия, меланоз.
При терапии клозапином (а также оланзапином) наиболее выражено клинически значимое повышение веса тела по сравнению с терапией другими нейролептиками. Увеличение массы тела наблюдается в 4—31 % случаев. Возможно нарушение толерантности к глюкозе, развитие сахарного диабета даже у пациентов без гипергликемии или сахарного диабета в анамнезе; в очень редких случаях — тяжёлая гипергликемия, которая может привести к кетоацидозу или гиперосмолярной коме даже у пациентов без гипергликемии или сахарного диабета в анамнезе. Возможно развитие гиперхолестеринемии, гипертриглицеридемии.
В возникновении сахарного диабета у пациентов, принимающих клозапин, роль может играть не только ожирение, но и другие факторы. Согласно данным D. Henderson (2000), диабет развивается у 36,6 % больных, принимавших клозапин в течение 5 лет.
Ожирение, которое может возникать вследствие приёма нейролептиков, повышает риск заболеваемости сердечно-сосудистыми заболеваниями, инсультом, желчекаменной болезнью, остеоартритами, ночным апноэ и респираторными болезнями, злокачественными опухолями эндометрия, молочной железы, простаты и толстого кишечника. Уровень смертности при развитии ожирения резко возрастает.
Наблюдаются также случаи эпилептических припадков. Риск их составляет в среднем 2,8 %; с увеличением дозы этот риск повышается: при низких дозах (< 300 мг/сут) он составляет 1 %, при средних (300—599 мг/сут) — 2,7 %, а при высоких (> 599 мг/сут) — 4,4 %. Риск припадков повышается также при быстром увеличении дозы препарата. Скорость увеличения дозировки не должна превышать 25—50 мг/сут.
Экстрапирамидные симптомы легче и менее частые, чем развивающиеся при приёме типичных нейролептиков. Острая дистония при приёме клозапина развивается в основном у молодых пациентов, паркинсонизм — у пожилых; при применении клозапина возможна также акатизия. Факторы риска развития поздней дискинезии — пожилой возраст, женский пол, наличие повреждения головного мозга; впрочем, способность клозапина вызывать позднюю дискинезию остаётся под сомнением. Отмечена связь между широкой распространённостью этого препарата и снижением заболеваемости поздней дискинезией. Риск злокачественного нейролептического синдрома очень низкий, и поэтому клозапин является препаратом выбора у пациентов, перенёсших ранее это осложнение.
При приёме клозапина возможны лейкопения, нейтропения, эозинофилия, лейкоцитоз, агранулоцитоз, лимфопения, тромбоцитопения, тромбоцитоз, анемия. Хотя агранулоцитоз в большинстве случаев проходит после отмены препарата, он может привести к сепсису и оказаться смертельным. Большинство случаев агранулоцитоза развиваются в течение первых 18 недель терапии. Вероятность развития агранулоцитоза в первые полгода приёма составляет около 1 %, после полугода снижается до 0,1 %, после года до 0,01 %. Этот побочный эффект не является дозозависимым (не зависит от дозы препарата). Первыми признаками агранулоцитоза могут являться симптомы, напоминающие грипп, лихорадку, а также боли в горле, воспаления дёсен, слизистой оболочки рта, вяло заживающие раны, фурункулы. Могут развиваться множественные язвы полости рта и перианальные язвы.
В 1993 году были опубликованы результаты программы мониторинга в течение первого года после того, как в США возобновили применение клозапина. Из 11 555 пациентов, получавших этот препарат в течение 12 и 18 месяцев, частота выявления агранулоцитоза составила соответственно 0,80 % и 0,91 %. В большинстве случаев агранулоцитоз развивается в первые три месяца лечения (84 %).
Агранулоцитоз может развиваться быстро или же постепенно. Риск его выше у пациентов, принимающих, кроме клозапина, также и другие препараты, способные угнетать кроветворение. Риск развития агранулоцитоза увеличивается с возрастом, при этом у женщин он выше, чем у мужчин.
В 2007 году был разработан генетический тест, позволяющий оценить относительный риск развития агранулоцитоза. Два различных однонуклеотидных полиморфизма гена HLA-DQB1 предопределяют либо повышенный риск осложнения — в 2,5 раза выше среднестатистических значений, либо пониженный — в 2 раза ниже (коэффициент 0,5).
При длительном лечении клозапин способен вызывать функциональную гипертрофию печени.
Запор, обусловленный приёмом клозапина, может иногда приводить к развитию жизнеугрожающих осложнений: обструкции кишечника, паралитической кишечной непроходимости, ишемии, некрозу и перфорации стенки кишечника. В связи с данными осложнениями отмечались летальные случаи. Считается, что на каждую тысячу пациентов, принимающих клозапин, запор развивается у 300—600 пациентов, и по крайней мере у четверых из них возникают серьёзные желудочно-кишечные осложнения (в частности, кишечная непроходимость), а один из этих пациентов умирает от данных осложнений.
Применение клозапина может приводить к развитию антихолинергического синдрома.
Клозапин способен приводить к торможению экскреции при поражении печени и почек, повышать риск судорог у пациентов, страдающих эпилепсией, ухудшать состояние при глаукоме, аденоме предстательной железы, дизурии, интоксикационных (в том числе алкогольных) психозах.
При приёме клозапина на поздних стадиях беременности (нередко — в сочетании с другими психотропными препаратами) отмечались перинатальные осложнения, в том числе синдром «вялого ребенка» (врождённая мышечная гипотония), ретинопатия и тяжёлая
гипоксемическая энцефалопатия. Приём клозапина во время беременности предположительно приводит к риску развития агранулоцитоза у ребёнка в первые 6 месяцев жизни, при этом в таком возрасте агранулоцитоз приводит к смерти в одной трети случаев. Ортостатическая гипотензия у беременных, развивающаяся вследствие приёма клозапина, способна привести к ухудшению плацентарного кровотока. Клозапин также повышает секрецию окситоцина и может усиливать сократительную активность миометрия.
Ожирение у беременных, вызванное антипсихотиками, может приводить к порокам развития у плода: расщелине позвоночника, аноректальной атрезии, омфалоцеле, дефектам сердца, укорочению конечностей, гипоспадии, диафрагмальной грыже. При наличии ожирения у матери возможно также рождение детей с высокой для гестационного возраста массой тела и метаболическими нарушениями, включая гипогликемию, усиление липолиза и склонность к пониженной чувствительности к инсулину. В дальнейшем у таких детей повышен риск ожирения, ишемической болезни сердца и сахарного диабета. Кроме того, отмечалось, что гипогликемия и макросомия плода, возникающие под действием атипичных антипсихотиков, могут приводить к дистоции плечиков и связанным с ней травмам в родах (переломам, параличам черепномозговых нервов).
Также ожирение у беременных обусловливает повышенный риск самопроизвольного аборта в первом триместре, привычного невынашивания беременности, мертворождения, неонатальной смерти, повышенную частоту оперативных родоразрешений.

## Меры предосторожности
Клозапин следует применять исключительно под контролем врача. Перед началом лечения необходимо провести общий анализ крови с определением лейкоцитарной формулы (желательно несколько анализов крови для сравнения), оценить общее состояние пациента, исследовать сердечно-сосудистую систему, функцию печени и почек. При наличии заболевания сердца нужно принимать во внимание возможность осложнений со стороны сердечно-сосудистой системы. Лечение начинают с низкой дозы (12,5—25 мг один — два раза в сутки), дозировку постепенно повышают, ориентируясь на переносимость, пока не будет достигнут терапевтический эффект. Более быстрое повышение дозы может привести к тяжёлой гипотонии, сонливости и эпилептическим припадкам. В период повышения дозы нужно следить за состоянием сердечно-сосудистой системы, регулярно проводить ортостатическую пробу (определение частоты сердечных сокращений и артериального давления в положении лёжа и сидя), спрашивать, не возникает ли при этом головокружение.
Пациента следует предупредить, чтобы он немедленно сообщал о всех симптомах, которые могут быть признаками миокардита (лихорадка, слабость, боль в груди, сердцебиение, тахикардия, одышка, отёки). При появлении таких симптомов больного следует осмотреть и, если подозрение на миокардит остаётся, направить к кардиологу. Показания к кардиологическому обследованию включают, кроме подозрения на миокардит, также тахикардию, артериальную гипотонию, снижение пульсового давления, дыхательную недостаточность, отёки, изменения сегмента ST и зубца T на ЭКГ, аритмию и эозинофилию, особенно если эти симптомы появляются в первые месяцы лечения.
Частота заболеваемости агранулоцитозом и коэффициент смертности существенно снизились в результате внедрения обязательного систематического наблюдения за количеством лейкоцитов и абсолютным числом нейтрофилов, поэтому меры предосторожности являются обязательными. Анализ крови с определением количества лейкоцитов и нейтрофилов в первые полгода лечения следует проводить каждую неделю, затем раз в 2 недели до года, затем — после года — не реже раза в месяц на протяжении всего периода приёма клозапина. После отмены клозапина контроль крови следует осуществлять в течение нескольких недель. Анализ крови также следует проводить в течение 6 месяцев после родов у детей, чьи матери получали клозапин во время беременности.
Терапию клозапином не начинают при уровне лейкоцитов < 3500 мкл−1, а также при миелопролиферативных заболеваниях в анамнезе. При поддерживающей терапии нужно предупредить пациента, чтобы он немедленно сообщал о любых признаках инфекции (боль в горле, лихорадка, слабость, сонливость). Уровень лейкоцитов < 2000 мкл−1 или нейтрофилов < 1000 мкл−1 — признаки агранулоцитоза. В этом случае клозапин сразу же отменяют, ежедневно проводят подсчёт лейкоцитов с определением лейкоцитарной формулы, следят за признаками инфекции, при необходимости проводят стернальную пункцию: при выявлении угнетения лейкопоэза больного помещают в стерильный бокс. При числе лейкоцитов 2000—3000 мкл−1 или нейтрофилов 1000—1500 мкл−1 клозапин также отменяют и ежедневно проводят подсчёт лейкоцитов с определением лейкоцитарной формулы, следят за признаками инфекции. Показателем, свидетельствующим о необходимости отменить клозапин, является также уменьшение количества лейкоцитов на 30 % (или, по другому мнению, на 50 %).
При развитии агранулоцитоза начинают активную терапию, направленную на устранение осложнений, например сепсиса, и стимуляцию гранулоцитопоэза. Клозапин не следует повторно назначать пациентам, перенёсшим агранулоцитоз: в этом случае рецидив почти неизбежен.
Немедленно прекратить приём клозапина следует также при возникновении признаков почечной недостаточности, гипертрофии предстательной железы, закрытоугольной глаукомы или нарушения моторной функции кишечника.
При развитии судорожного состояния лечение клозапином отменяется и может быть возобновлено через 24 часа в более низких дозах. В дальнейшем доза не должна превышать половины от последней дозы, не вызывавшей припадков.
Для профилактики развития метаболических и эндокринных нарушений на фоне приёма клозапина, как и некоторых других антипсихотиков, необходимо контролировать перед началом его применения и во время приёма массу тела и индекс массы тела, уровень глюкозы натощак (или гемоглобина A1c), уровни липидов в плазме крови. Для выявления гипергликемии желательно также измерять не только уровень глюкозы натощак, но и уровень через 2 часа после приёма глюкозы. У пациентов с факторами риска (семейный анамнез, избыточный вес) мониторинг уровня глюкозы следует проводить каждые 2—4 месяца.
На фоне приёма таких нейролептиков, как клозапин, необходимо внимательное отношение к образу жизни и режиму питания пациента. Питание должно быть по возможности менее калорийным, а образ жизни — посильно более активным; при этом диета и физические нагрузки требуют тщательного дозирования. Рекомендуется уменьшение потребления насыщенных жиров и холестерина, увеличенное потребление волокнистой пищи. Если замечена существенная прибавка веса, необходимо направить пациента к диетологу и специалисту по лечебной физкультуре. Следует проявлять настороженность в отношении возможных симптомов диабета (потеря массы тела, сонливость, жажда, полиурия). При развивающемся диабете важно как можно ранее его диагностировать и начать лечение, чтобы предотвратить возникновение опасных для жизни состояний, связанных с диабетом (ацидоз и кома).
Необходимо регулярно контролировать содержание трансаминаз в сыворотке крови: перед началом лечения, через каждые 14 дней в первые 4 недели лечения, затем один раз в месяц до 19-й недели лечения, впоследствии поквартально. При симптомах возможного заболевания печени (например, тошнота, рвота, потеря аппетита), следует немедленно сделать анализ печёночных проб. В случае клинически значимого повышения этих показателей или появления симптомов желтухи терапию клозапином следует прекратить. Возобновить её можно только при условии нормализации показателей функции печени. В таких случаях необходим тщательный мониторинг.
В связи с возможным седативным и снотворным эффектом не следует назначать препарат амбулаторным больным в случае выполнения ими работы, требующей быстрой психической и физической реакции (водители транспорта и т. п.). Клозапин может настолько замедлять реактивную способность пациентов, что они оказываются неспособны самостоятельно находиться на улице, водить автотранспорт, обслуживать машины и т. п.
Пациентам с первичными нарушениями со стороны костного мозга в анамнезе, или с сердечными заболеваниями в анамнезе, или с выявленными во время медицинского обследования отклонениями в сердечно-сосудистой системе клозапин следует назначать только в том случае, когда ожидаемый эффект терапии превышает риски.
Во время терапии клозапином следует вести тщательное наблюдение за состоянием пациентов с эпилепсией, так как были сообщения о дозозависимых пароксизмах.
Поскольку клозапин может вызвать седативный эффект и увеличение массы тела, он тем самым повышает риск тромбоэмболии. По этой причине следует избегать иммобилизации пациентов.
Клозапину присущи антихолинергические свойства, которые могут оказывать нежелательные эффекты на весь организм. Регулярное обследование необходимо при увеличении предстательной железы и закрытоугольной глаукоме. Клозапин может (вероятно, из-за своих антихолинергических свойств) приводить к нарушению перистальтики кишечника различной тяжести: от запора до каловой пробки, кишечной непроходимости и паралитической непроходимости кишок. Редко эти случаи могут оказаться смертельными. При возникновении запора у пациентов, принимающих клозапин, необходимо его своевременное лечение. Однако кокрановский обзор 2015 года не обнаружил доступных доказательств, основанных на качественных клинических испытаниях, эффективности того или иного медикаментозного средства при лечении запоров, вызванных приёмом антипсихотиков.
С особой осторожностью следует лечить пациентов с наличием в анамнезе заболеваний толстой кишки или хирургического вмешательства в нижней части брюшной полости, получающих сопутствующие препараты, которые наверняка могут стать причиной запора (особенно препараты с антихолинергическими свойствами, например различные нейролептики, антидепрессанты и антипаркинсонические средства), поскольку такие препараты могут ухудшить ситуацию.
При приёме клозапина не рекомендуется употребление алкоголя.

## Передозировка
При передозировке клозапина может развиться угнетение сознания вплоть до развития комы, а также симптомы, связанные с холинолитическим действием (тахикардия, делирий), эпилептические припадки, угнетение дыхания, экстрапирамидные нарушения. При приёме дозы, превышающей 2500 мг, существует риск летального исхода. Бронхопневмония наступает в результате позднего осложнения при остром отравлении клозапином.
В случаях передозировки клозапина не следует применять адреналин, хинидин, прокаинамид.

## Лекарственные взаимодействия
Нужно избегать сочетания клозапина и длительно действующих антипсихотиков. Клозапин усиливает центральные эффекты седативных, наркотизирующих, анальгетических, снотворных и противогистаминных средств, алкоголя и ослабляет эффекты леводопы. Потенцирует эффекты ингибиторов МАО:398. В сочетании с клозапином препараты, угнетающие ЦНС, алкоголь или трициклические антидепрессанты могут повышать риск развития судорог, седативного или кардиальных эффектов.
Всасывание препарата ухудшается при приёме антацидов и холестирамина. В свою очередь, клозапин ухудшает всасывание из кишечника антацидов, содержащих ионы алюминия, магния, кальция:398.
Не рекомендуется сочетать клозапин с препаратами, угнетающими лейкопоэз (например, карбамазепин, пропилтиоурацил, сульфаниламиды, хлорамфеникол, пиразолоновые анальгетики, пеницилламин, противоопухолевые средства), поскольку совместный приём с такими препаратами повышает риск агранулоцитоза. Риск агранулоцитоза возрастает также при одновременном приёме с антидепрессантами, повышающими концентрацию клозапина в плазме крови, либо в том случае, если совместно с клозапином применяются калийсберегающие мочегонные (например, спиронолактон) и мочегонные средства тиазидной структуры, ингибиторы ангиотензин-превращающего фермента, нестероидные противовоспалительные препараты.
Не следует сочетать клозапин с препаратами, вызывающими запоры и угнетение моторной функции кишечника: например, средствами с холинолитическими свойствами (трициклические антидепрессанты, нейролептики). Необходимо с особой осторожностью сочетать с препаратами, обладающими антигипертензивным эффектом или свойством угнетать дыхание.
Одновременный с клозапином приём лития или других препаратов, влияющих на ЦНС, может повысить риск развития злокачественного нейролептического синдрома. Сочетание лития с клозапином также повышает риск судорог, спутанности сознания и двигательных расстройств.
При применении высоких доз клозапина необходим осторожный подход к сочетанию его с другими диабетогенными препаратами (бета-адреноблокаторы, глюкокортикоиды, ингибиторы протеаз, тиазидные диуретики).
При приёме препаратов, ингибирующих изоферменты цитохрома P450 (например, циметидин, кофеин, эритромицин, флувоксамин, флуоксетин, пароксетин, сертралин), уровень клозапина в сыворотке крови может существенно возрасти. Ритонавир повышает концентрацию клозапина в сыворотке крови с риском возникновения токсичности (данного сочетания следует избегать). Вещества, индуцирующие цитохром P450 IA2 (например, фенитоин, никотин, рифампицин), могут уровень клозапина существенно снизить.
Сочетание клозапина с циметидином не рекомендуется.
Бензодиазепины могут потенцировать токсический эффект клозапина. При приёме клозапина в сочетании с бензодиазепинами и другими психоактивными препаратами отмечались случаи остановки дыхания и кровообращения. Сочетание с бензодиазепинами может приводить к чрезмерной седации, слюнотечению, атаксии, в некоторых случаях — к расстройству сознания; это сочетание повышает риск развития ортостатического коллапса, обморока.
Клозапин ослабляет эффект дофаминергических средств для лечения паркинсонизма:398.
Так как клозапин может снижать судорожный порог, у пациентов, принимающих противоэпилептические средства, может потребоваться коррекция дозы. Риск припадков повышается при сочетании клозапина с другими препаратами, снижающими порог судорожной активности (например, флувоксамином или мапротилином).
При сочетании клозапина с препаратами, обладающими высоким связыванием с белками (например, варфарин и дигоксин), возможно повышение их плазменных концентраций за счёт их перемещения из белков плазмы крови. При необходимости следует корректировать дозы таких веществ.

## Синдром отмены
Синдром отмены клозапина (так называемые холинергические симптомы «отдачи») может развиваться после длительного лечения в дозах свыше 300 мг/сут. Риск этого синдрома при отмене данного препарата значительно выше, чем при отмене других нейролептиков. Причины его возникновения: предположительно развитие при приёме нейролептика гиперчувствительности холинергических и дофаминергических рецепторов; задействованы также, по-видимому, серотонинергическая, норадренергическая и ГАМК-ергическая системы. Резкая отмена клозапина допустима лишь при наличии серьёзных клинических показаний и в стационарных условиях; без консультации с врачом и без постепенного снижения дозы (максимум на 50 мг/сут в неделю) отменять препарат нежелательно.
Синдром отмены клозапина может включать в себя различную симптоматику, от физического дискомфорта до тяжёлого психоза. При отмене клозапина наблюдались бессонница, беспокойство, возбуждение, дисфория, гиперактивность, агрессия, головная боль, тошнота, рвота, ажитация, синдром беспокойных ног, экстрапирамидные расстройства (дистонии, дискинезии, тремор), маниакальные реакции, бред, галлюцинации, делирий, кататония.
При лечении психозов сверхчувствительности, возникающих вследствие отмены клозапина, желательно применять тиоридазин, который значительно более эффективен в этом случае, чем, например, галоперидол или рисперидон, поскольку обладает сродством к D4-рецепторам.
После применения клозапина негативным может оказаться ответ на последующее применение других антипсихотиков, по этой причине пациенты порой становятся практически пожизненно «привязанными» к данному препарату. Исследования показывают, что пациенты могут стать более склонными к развитию психоза после прекращения приёма клозапина, чем до начала его приёма.

## Немедицинское применение
Негативным следствием снотворной активности клозапина является его притягательность для лиц, страдающих наркоманией, и высокая частота немедицинского потребления этого препарата. Клозапин — единственный из нейролептиков, постоянно перераспределяемый в сферу незаконного оборота психоактивных веществ, в то время как другие антипсихотики обычно вызывают у лиц с наркоманией негативное либо индифферентное отношение.
В соответствии с Постановлением Правительства Российской Федерации от 7 ноября 2013 года № 997 клозапин внесён в список сильнодействующих веществ. Незаконный оборот данного препарата влечёт уголовную ответственность согласно статье 234 Уголовного кодекса РФ.
В России клозапин неоднократно использовался преступниками для отравления своих жертв с целью ограбления. Препарат незаметно подмешивали в алкогольные напитки человеку, чтобы тот потерял сознание и появилась возможность для ограбления. Несколько человек погибли из-за передозировки клозапина на фоне употребления алкоголя. Жертвами преступных отравлений клозапином чаще всего становятся мужчины трудоспособного возраста.